# Gens Abronia
La gens Abronia era una familia plebeya de la antigua Roma, durante la época del emperador Augusto. La gens es conocida principalmente por dos personalidades, el poeta Abronio Silón y su hijo, autor de pantomimas. Las fuentes epigráficas proporcionan algunos otros ejemplos de este nomen, pero las interpretaciones son muy inciertas, y es posible que Abronio sea simplemente una variante ortográfica de Apronio.